# Клиновоздушный ракетный двигатель

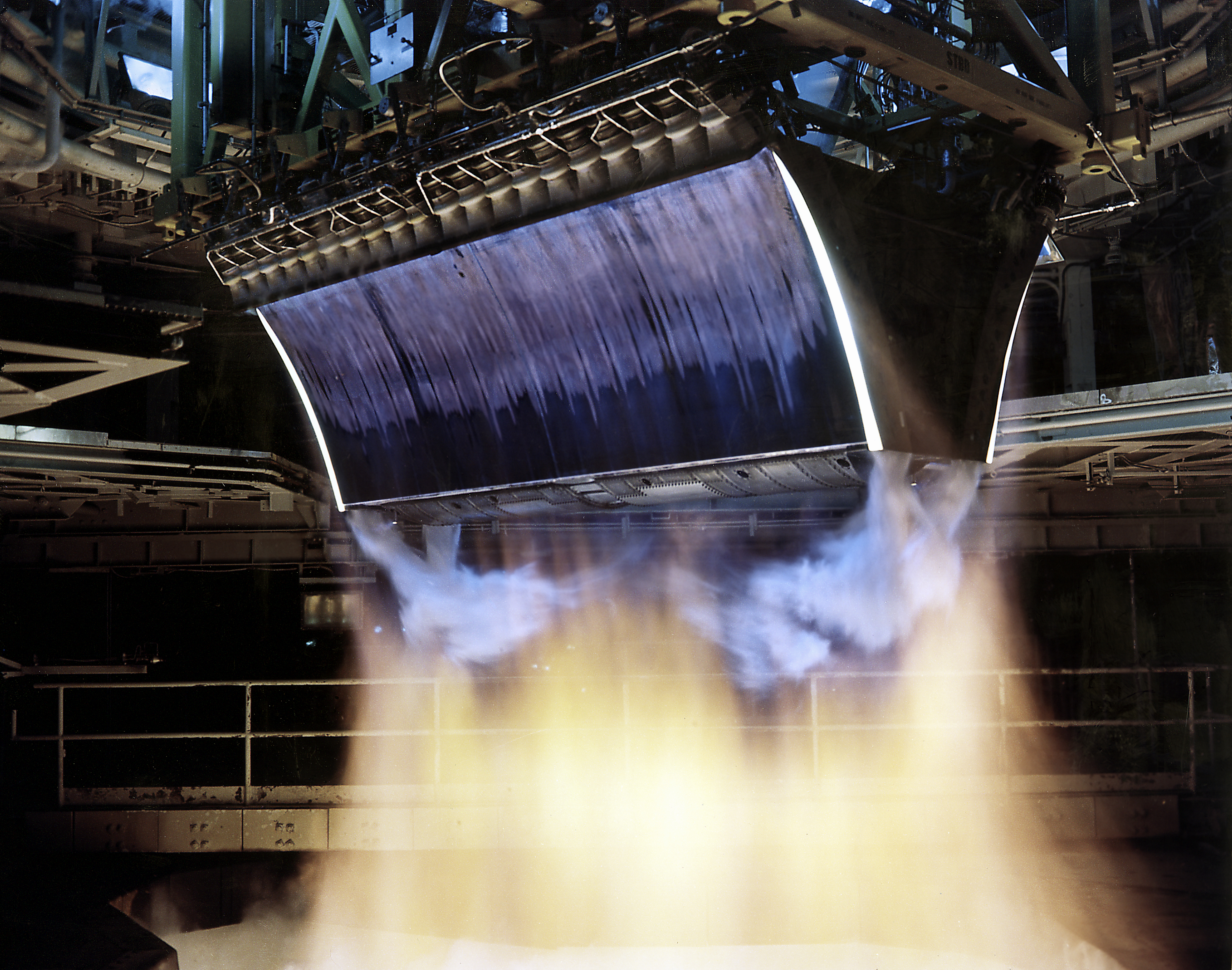
Огневые испытания плоского клиновоздушного двигателя XRS-2200 по программе X-33

Клиновозду́шный ракетный двигатель (сокр. КВРД, англ. aerospike engine, aerospike) — тип жидкостного, твердотопливного или гибридного ракетного двигателя (ЖРД, РДТТ или ГРД) с клиновидным соплом, который поддерживает аэродинамическую эффективность в широком диапазоне высот над поверхностью Земли с разным давлением атмосферы. КВРД относится к классу ракетных двигателей, сопла которых способны изменять давление истекающей газовой струи в зависимости от изменения атмосферного давления с увеличением высоты полета. Двигатель с таким типом сопла использует на 25—30 % меньше топлива на низких высотах, где как правило требуется наибольшая тяга. Клиновоздушные двигатели изучались на протяжении длительного времени в качестве основного варианта для одноступенчатых космических систем (ОКС), то есть ракетных систем, использующих для доставки полезной нагрузки на орбиту только одну ступень. Двигатели этого типа были серьёзным претендентом на использование в качестве основных двигателей на МТКК «Спейс шаттл» при его создании. Однако на 2012 год ни одного двигателя этого типа не используется и не производится. Наиболее удачные варианты находятся в стадии доводочных работ.

## Обычный ракетный двигатель
Основным назначением любого сопла является эффективное направление потока отработавших газов ракетного двигателя в одном направлении. Выхлоп — высокотемпературная смесь газов — имеет случайное распределение импульса в камере сгорания и если ему позволить выйти в данном виде, только малая часть потока будет направлена в нужном направлении для создания тяги. Колоколообразное сопло ракетного двигателя ограничивает по бокам движения газа, создавая область увеличенного давления с расположенной ниже областью пониженного давления, что нормализует поток в нужном направлении. Путём тщательной разработки достигается степень расширения сопла, которая позволяет практически полностью преобразовать движение струи в нужном направлении позади двигателя, максимизируя тягу. Проблема с обычной конструкцией сопла состоит в том, что давление воздуха снаружи также вносит свой вклад в ограничение потока газа. На любой высоте над поверхностью Земли с разным давлением атмосферы сопло может быть сконструировано практически идеально, но та же самая форма будет менее эффективна на другой высоте с другим давлением воздуха. Таким образом, по мере того как ракета-носитель поднимается через атмосферу, эффективность её двигателей вместе с их тягой претерпевает значительные изменения, которые достигают 30 %. Например, двигатели RS-24 МТКК «Спейс шаттл» могут генерировать тягу со скоростью газовой струи 4525 м/с в вакууме и 3630 м/с на уровне моря. Конструкция сопла двигателя является очень важной частью создания ракетных систем.

## Принципы

Сравнение обычного ракетного двигателя (слева) с клиновоздушным двигателем (справа)

В конструкции клиновоздушного двигателя проблема эффективности на различной высоте решается следующим образом: вместо одной точки выхлопа в виде небольшого отверстия в центре сопла используется клиновидный выступ, вокруг которого устанавливается ряд камер сгорания. Клин формирует одну сторону виртуального сопла, в то время как другая часть формируется проходящим потоком воздуха в ходе полета. Этим объясняется его первоначальное название «двигатель аэроспайк» (англ. aerospike engine, «воздушно-клинный двигатель»).
Основная идея такой конструкции состоит в том, что на малой высоте атмосферное давление прижимает отработанный газ к выступающему клину. Затем рециркуляция в основании клина поднимает давление до значения окружающей атмосферы. В силу такой конструкции, тяга не достигает предельно возможных значений, но также и не претерпевает значительного падения, которое происходит в нижней части традиционного сопла из-за частичного вакуума. По мере того, как аппарат достигает бо́льшей высоты, сдерживающее реактивную струю двигателя окружающее давление уменьшается, при этом падает давление на верхнюю часть двигателя, что сохраняет его эффективность неизменной. Более того, несмотря на то, что окружающее давление падает практически до нуля, зона рециркуляции сохраняет давление на основание клина до величин, сравнимых с давлением атмосферы у поверхности Земли, в то время как верхняя часть клина находится практически в вакууме. Это создаёт дополнительную тягу с ростом высоты, компенсируя падение окружающего давления. В целом, эффект сравним с традиционным соплом, которое имеет способность расширяться с увеличением высоты. В теории клиновоздушный двигатель несколько менее эффективен по сравнению с традиционным соплом, сконструированным для данной высоты, и по сравнению с ним, более эффективен для любой другой высоты.
Недостатком такой конструкции является большой вес центрального выступа и дополнительные требования по охлаждению из-за бо́льшей поверхности, подверженной нагреву. Также большая площадь охлаждаемой поверхности может уменьшить теоретические уровни давления на сопло. Дополнительным отрицательным фактором является относительно плохая производительность такой системы при скоростях 1-3 М. В данном случае воздушный поток сзади летательного аппарата имеет уменьшенное давление, что снижает тягу.

### Возможные варианты
Существует несколько модификаций этого дизайна, которые отличаются по их форме. В «тороидальном клине» центральная часть имеет форму сужающегося конуса, по краям которого осуществляется концентрический выход реактивных газов. В теории такая конструкция требует бесконечно длинного центрального выступа для наилучшей эффективности, но использование части выхлопа в радиально-боковых направлениях позволяет достичь приемлемых результатов.
В конструкции «плоского клина» центральный выступ состоит из центральной пластины, которая имеет сужение в конце, с двумя реактивными струями, которые распространяются по внешним поверхностям пластины. Этот вариант может наращиваться вместе с длиной центрального клина. Также в данном случае существует расширенная возможность управления, используя изменение тяги любого из установленных в линию двигателей.

## История и текущее состояние

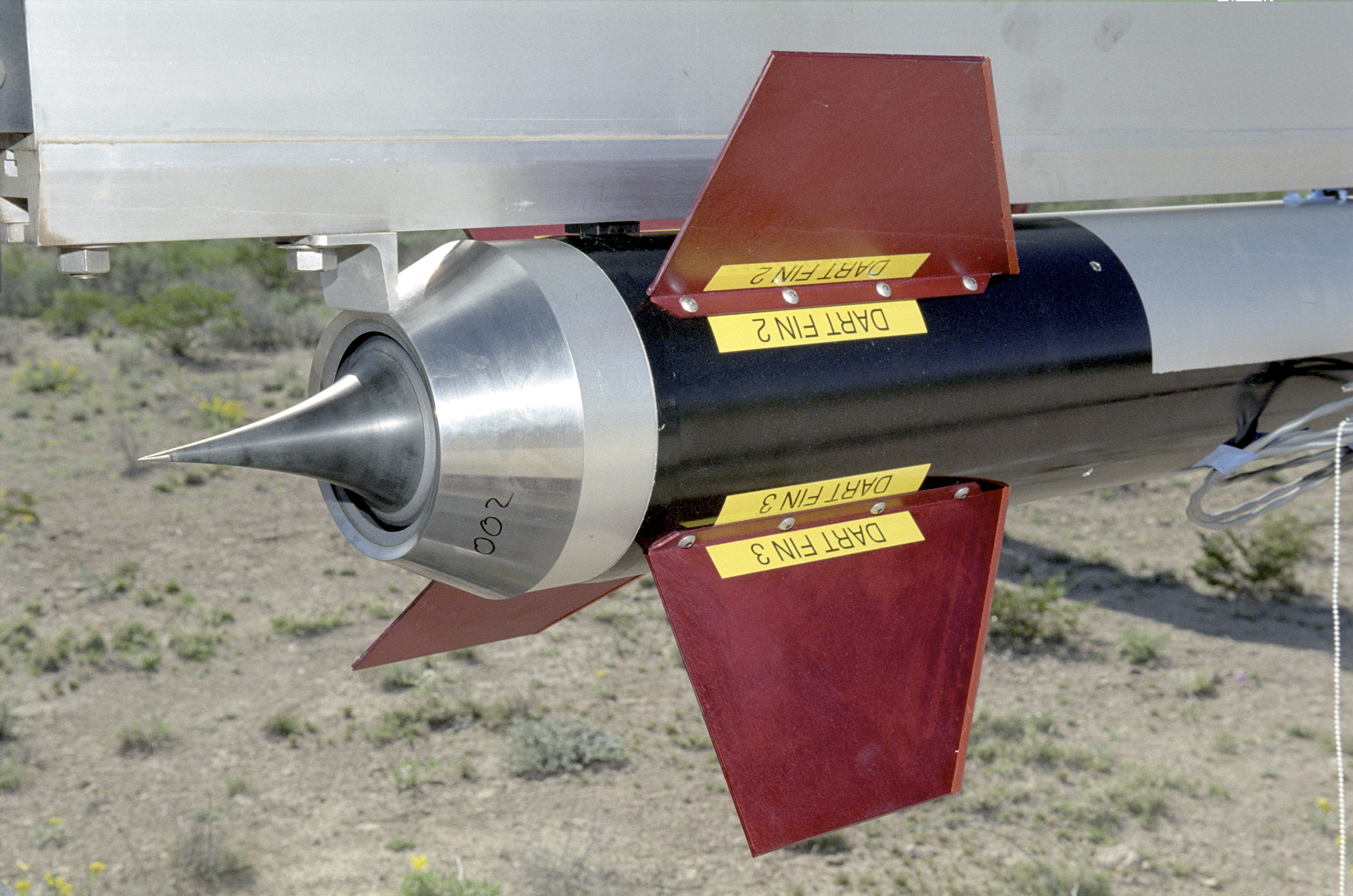
Тороидальное клиновоздушное сопло НАСА

В 1960-х годах Рокетдайн проводил обширные испытания с различными вариантами. Более поздние версии этих двигателей были основаны на крайне надёжных ЖРД J-2 (Рокетдайн) и обеспечивали приблизительно тот же уровень тяги, что могли обеспечить те двигатели, на которых они были основаны: ЖРД J-2T-200k обладал тягой 90,8 тс (890 кН) и ЖРД J-2T-250k обладал тягой 112,2 тс (1,1 МН) (буква «T» в наименовании двигателя указывает на тороидальную камеру сгорания). Тридцатью годами позже их работа снова была использована в проекте НАСА X-33. В данном случае немного модифицированный ЖРД J-2S был использован для плоского варианта КВРД, который получил название XRS-2200. После дальнейшего развития и программы испытаний, проект был отклонён по причине нерешённости проблем с композитными топливными баками X-33.
В ходе проекта X-33 были построены три двигателя XRS-2200, которые прошли программу испытаний в Космическом центре им. Стенниса НАСА. Испытания одного двигателя были успешными, но программа была остановлена до завершения строительства испытательного стенда для второго двигателя. ЖРД XRS-2200 на уровне моря производит тягу 92,7 тс (909,3 кН) и обладает удельным импульсом 339 с, в вакууме тяга составляет 120,8 тс (1,2 МН), удельный импульс — 436,5 с.
Более крупный вариант XRS-2200 — ЖРД RS-2200 — был предназначен для одноступенчатого космоплана VentureStar (Lockheed Martin). В своем последнем варианте, семь RS-2200, каждый с тягой 245,8 тс (2,4 МН), должны были доставлять VentureStar на низкую опорную орбиту. Развитие этого проекта было формально прекращено в начале 2001 года, когда программа X-33 не получила финансирования в рамках программы «Инициатива космического запуска». Компанией Lockheed Martin было принято решение не продолжать развитие VentureStar без финансовой поддержки НАСА.
Хотя с отменой программы X-33 был сделан шаг назад в разработке клиновоздушных двигателей, их история на этом не заканчивается.[20 сентября 2003 года объединённая команда Университета штата Калифорния в Лонг-Бич и компании
Garvey Spacecraft Corporation успешно провела испытательный полет ракеты с КВРД в пустыне Мохаве. Студенты университета разработали ракету Prospector 2, используя двигатель с тягой 448,7 кгс (4,4 кН). Эта работа над клиновоздушными двигателями не прекращается — ракета Prospector 10 с 10-камерным КВРД была испытана 25 июня 2008 года. В марте 2004 года были проведены два успешных испытания в Лётном исследовательском центре НАСА им. Драйдена (база Эдвардс, США) с малоразмерными твердотопливными ракетами с тороидальными двигателями, которые достигли скорости 1,1 М и высоты 7,5 км. Другие модели малоразмерных клиновоздушных ракетных двигателей находятся в стадии разработок и испытаний.

## Практическое использование
В июле 2014 года Firefly Space Systems объявила, что в своей новой ракете-носителе Firefly Alpha будет использовать клиновоздушный двигатель на первой ступени. Так как данная модель предназначается для рынка запуска малых спутников, ракета будет выводить спутники на низкую околоземную орбиту по цене 8-9 миллионов долларов за запуск. Firefly Alpha сконструирована так, чтобы поднимать на орбиту 400 кг полезного груза. В конструкции ракеты задействуются композитные материалы — в том числе углеродное волокно. Клиновоздушный двигатель, применяемый в ракете, имеет тягу в 40,8 тс (400 кН).

## Фотогалерея

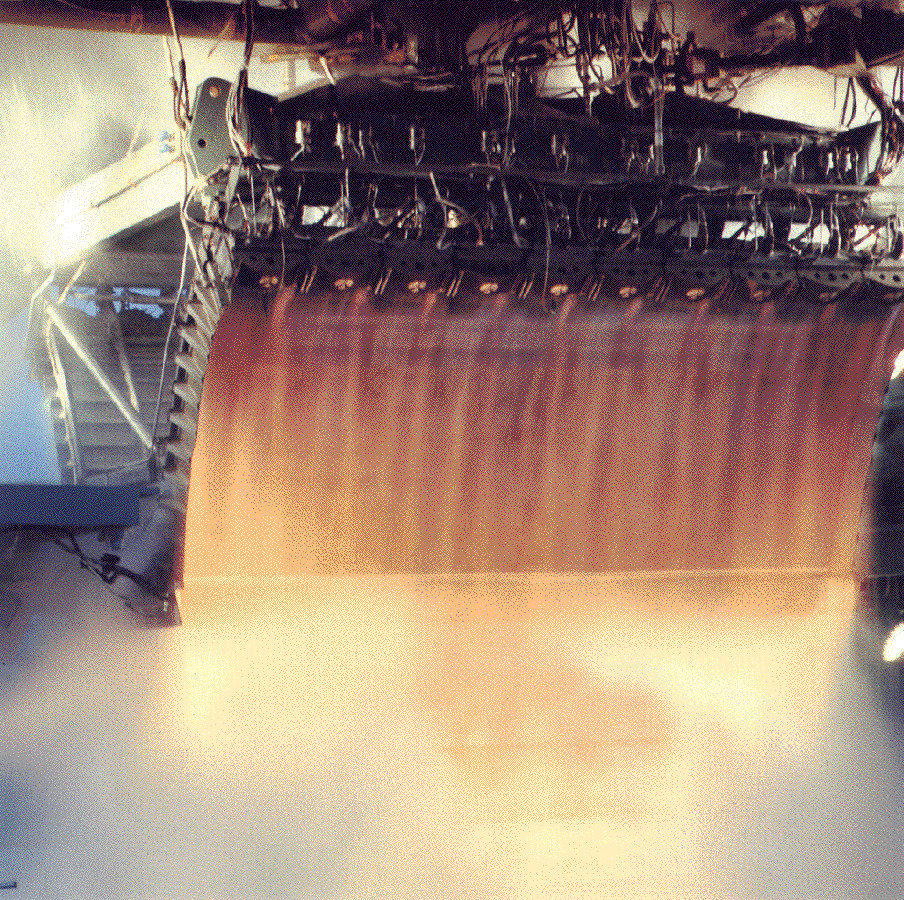
Испытания линейного ЖРД RS-2200
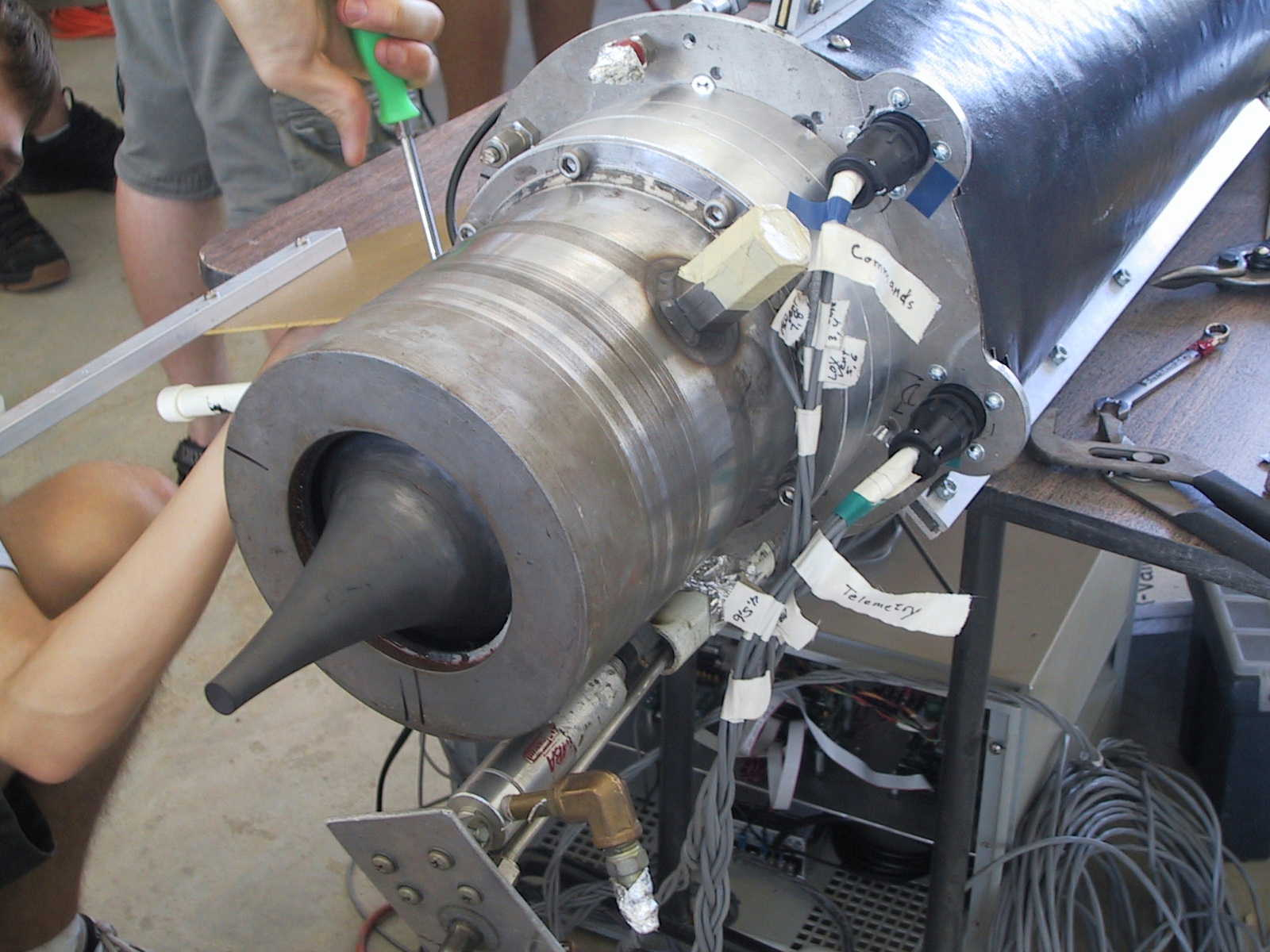
Клиновоздушный двигатель Калифорнийского государственного университета